# Sulfonamidharze
Sulfonamidharze zählen zur Gruppe der synthetisch hergestellten Harze, auch Kunstharze genannt. Sie stellen unterkühlte Schmelzen von trimeren N-Methylenarylsulfonsäureamiden im Gemisch mit nicht umgesetztem Sulfonamid dar. Sie bestehen also nicht aus Makromolekülen polymerer N-Methylarylsulfonsäureamide.

## Herstellung
Die Kondensation von Sulfonamiden (z. B. 4-Toluolsulfonamid und Sulfonamidphenolether) mit Aldehyden – meist Formaldehyd (H2C=O) – liefert Sulfonamidharze. Bei dieser unter Wasserabspaltung verlaufenden Kondensation werden ggf. weitere Komponenten zugesetzt, die eine Härtung bewirken.

## Verwendung
Im Gemisch mit anderen Lackrohstoffen (z. B.  Celluloseacetat und Polyvinylacetat) benutzt man Sulfonamidharze als Lacküberzüge mit hervorragender Lichtechtheit.